# 李培 (1961年)
李培（1961年10月—），男，汉族，云南马龙人，中华人民共和国政治人物。曲靖地区财贸学校商业计划统计专业毕业，中共中央党校政法专业函授本科毕业，大学学历。

## 生平
1981年8月参加工作，1983年3月加入中国共产党。历任曲靖地区工商局局长，中共寻甸县委书记，中共曲靖市委常委、市纪委书记、市委副书记、代市长、市长，中共文山州委书记等职。2011年11月，任中共云南省委常委，次年8月兼任省委高校工作委员会书记。2016年12月，不再担任中共云南省委常委，任云南省人大常委会党组成员。2017年1月，当选云南省人大常委会副主任。